# Torre Vitri
Der Torre Vitri ist mit 281 Metern und 75 Etagen einer der höchsten Wolkenkratzer in Panama und in Panama-Stadt. Im Jahr 2012 wurde er  allein von dem 284 Meter hohen Trump Ocean Club International Hotel & Tower in Panama-Stadt überragt. Baubeginn war 2007 und 2012 erfolgte die Fertigstellung. In dem postmodernen Gebäude befinden sich hauptsächlich Wohnungen.